# Unos cuantos piquetitos
Unos cuantos piquetitos é uma pintura de Frida Kahlo. A data de criação é 1935. Retrata o assassinato de uma mulher, possivelmente representando a situação da pintora ao descobrir um caso de seu marido, Diego Rivera, com sua irmã, Cristina Kahlo.

## Descrição
A obra foi produzida com tinta a óleo sobre metal. Faz parte da coleção do Museo Dolores Olmedo. As dimensões são 48 x 38 centímetros.
Seu elemento central é uma mulher apunhalada por um homem, provavelmente seu marido. A escolha da temática foi influenciada por uma notícia lida por Kahlo no jornal, de um homem que assassinou sua esposa, justificando o assassinato como "apenas alguns cortes" (em espanhol, "unos cuantos piquetitos"). A frase aparece acima da cena da morte, no quadro.
O corpo da vítima está nu e ensanguentado. O assassino está de pé, ao lado dela, com uma faca na mão, sorrindo. Há um clima de terror, acentuado pela ubiquidade do sangue -- que aliás suja a própria moldura -- e detalhes, como o lenço que o assassino guarda no bolso, provavelmente após se limpar do sangue do crime.

## Análise
Com o quadro, Kahlo transforma o espectador em testemunha do feminicídio. O sangue na moldura rompe a distância que há entre o evento retratado e o ato de retratar. De certo modo, a pintora parece interpelar o espectador, colocando-lhe o dilema de manter-se quieto ou denunciar o crime.